# Televisión de Cataluña
Televisión de Cataluña (TVC; oficialmente y en catalán: Televisió de Catalunya) es la división de la Corporación Catalana de Medios Audiovisuales (CCMA), que a su vez depende del Departamento de la Presidencia de la Generalidad de Cataluña, que gestiona la televisión pública de ámbito autonómico catalán.  
Actualmente posee cinco canales distintos: TV3, El 33, 3/24, Esport3 y SX3, además del canal TV3CAT (antes TV3 Internacional) destinado a espectadores residentes fuera de Cataluña. Todos ellos se emiten desde los estudios ubicados en Sant Joan Despí (Barcelona). Además de estos canales de televisión, la Corporación Catalana de Medios Audiovisuales (CCMA) también gestiona la cadena Catalunya Ràdio y sus tres emisoras (Catalunya Informació, Catalunya Música e iCat).

## Historia

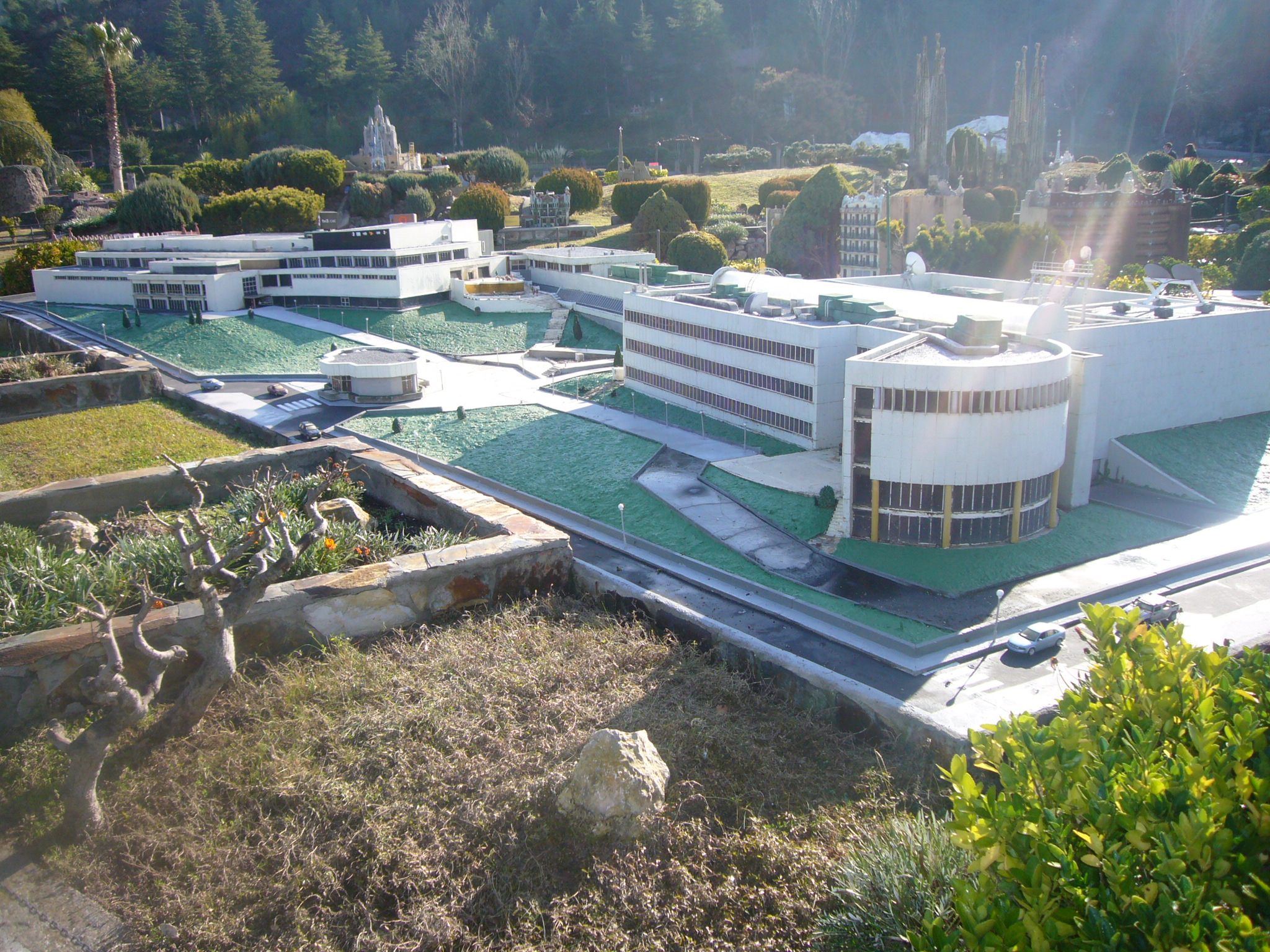
Maqueta en Cataluña en Miniatura de la sede de Televisión de Cataluña.

El Parlamento de Cataluña aprobó el 18 de mayo de 1983 la ley para la creación de la televisión autonómica catalana, cuyo principal objetivo debía ser potenciar la normalización lingüística del catalán en Cataluña.
Cinco meses después, la entonces Corporación Catalana de Radio y Televisión creó su empresa filial Televisión de Cataluña S. A. No obstante, las emisiones de la televisión autonómica, bautizada como TV3, ya habían empezado un mes antes, el 11 de septiembre de ese año, coincidiendo con la celebración de la Diada de Cataluña, con la retransmisión en directo del partido de fútbol entre el Fútbol Club Barcelona y Osasuna desde el Camp Nou. Las emisiones regulares de TV3 empezaron el 16 de enero de 1984. 
Desde un primer momento, TV3 se orienta a un público masivo, con una programación que combina las series estadounidenses de éxito, como Dallas o Magnum, P.I., las retransmisiones futbolísticas -tras alcanzar acuerdos con el FC Barcelona y RCD Español, los programas de entretenimiento de producción propia y unos servicios informativos con corresponsalías permanentes en las principales ciudades del mundo. 
En 1985 amplió su cobertura a otros territorios fronterizos o limítrofes de habla catalana, como Andorra, el Rosellón y la Comunidad Valenciana. Un año después, se traslada definitivamente a su estudios actuales, en San Juan Despí.
El 11 de septiembre de 1988, coincidiendo con el quinto aniversario del nacimiento de TV3, inicia sus emisiones un segundo canal de TVC, bautizado como Canal 33. Las primeras emisiones, realizadas de forma experimental para el área de Barcelona, estuvieron marcadas por la polémica, al no ser autorizadas por la Dirección General de Telecomunicaciones del Gobierno de la Nación. Tras varias negociaciones, las emisiones del Canal 33 pudieron empezar de forma regular el 23 de abril de 1989, coincidiendo con el Día de San Jorge.
También en esta época TVC inicia un proceso de descentralización. En 1988 comienzan las emisiones locales en el Valle de Arán -realizadas por primera vez en aranés- y en 1989 se abren delegaciones en el resto de capitales de provincia -Gerona, Lérida y Tarragona-, poniendo en marcha ediciones de los informativas con desconnexiones territoriales (Telenotícies Comarques).
En febrero de 1991, Televisión de Cataluña estrena en TV3 uno de sus programas más emblemáticos, Club Super3, que llegará a convertirse en la mayor asociación infantil de Europa, con más de un millón de socios.
En 1992, durante la celebración de los Juegos Olímpicos de Barcelona, TVC y TVE llegaron a un acuerdo histórico para producir conjuntamente el Canal Olímpic, un canal dedicado íntegramente a la cobertura de la cita olímpica. Las emisiones se realizaron a través de la frecuencia habitual del Canal 33.
En 1994, TV3 estrenó Poblenou, el primer gran éxito de ficción producido por Televisión de Cataluña. El serial se convirtió en el espacio más visto de la historia de TV3 -al margen de las retransmisiones futbolísticas- y alcanzó audiencias de 1,4 millones de espectadores. Este éxito abrió una senda de telenovelas producidas por TVC, como Secrets de família, Nissaga de Poder, Estació d'enllaç, El cor de la ciutat o Ventdelplà.
Entre el 10 y el 11 de septiembre de 1995, Televisión de Cataluña realizó la primera emisión experimental vía satélite, siendo la primera televisión autonómica que rompía, de este modo, las limitaciones geográficas impuestas por la Ley del Tercer Canal. Las emisiones en pruebas se repitieron el 19 de noviembre y el 16 de diciembre. Finalmente, dos años después, nace el canal TVCi, que permite ver la programación de la televisión catalana en el resto del continente europeo a través del satélite Astra. En el resto de España, el canal satélite fue llamado TVC Sat y se ofrecía a través de la plataforma Vía Digital. 
La participación de TVC en las plataformas digitales también supuso la puesta en marcha de dos nuevos canales temáticos, ambos dedicados a la meteorología: Meteo, que formaba parte del paquete de Canal Satélite Digital y Teletiempo, coproducido con Mediapark y que emitía en Vía Digital. Este último cesó sus emisiones en 1999.
En 1997, TV3 finalizó el año como líder de audiencia -en Cataluña- por primera vez en su historia, con una cuota de pantalla media del 22%, siendo además el canal autonómico más visto de España. Ese mismo año el Canal 33 llegaba al 7,1%, la cifra más alta de su historia. TV3 repetiría como líder de audiencia en Cataluña en 1998, 2000, 2001, 2002 y 2003.
El 11 de septiembre de 2003, veinte años después del nacimiento de TV3, comienzan las emisiones del 3/24. Este canal de información 24 horas nace pensado para la futura oferta de TDT, si bien inicialmente emite en simulcast analógico y digital.
En marzo de 2007, la Generalidad Valenciana ordenó el cese de sus emisiones en la Comunidad Valenciana al carecer de licencia en esta comunidad autónoma.
. Pese a esta orden, los canales de TVC continuaron emitiendo en territorio valenciano (excepto en la parte más meridional, dónde sí fue efectivo el cese de emisiones) hasta febrero de 2011, fecha en que se produce la fin de las emisiones de TVC en la Comunidad Valenciana, después de 25 años de emisiones ininterrumpidas.
En septiembre de 2010 desapareció Canal 300, dando paso al canal juvenil 3XL. Además llegó un canal dedicado exclusivamente al deporte llamado Esport3.
El 16 de enero de 2024, en conmemoración de los cuarenta años de emisiones regulares de TV3, los canales de televisión de TVC han completado la transición hacia la transmisión exclusiva en alta definición (HD), en sustitución completa de la definición estándar (SD). Esta significativa modificación se llevó a cabo de conformidad con el calendario establecido por el Plan Técnico Nacional de la Televisión Digital Terrestre, superando anticipadamente la fecha límite del 14 de febrero de 2024.

## Estudios
La sede central de TVC está situada en la localidad de San Juan Despí, en la provincia de Barcelona. Las instalaciones se dividen en tres edificios. En el CEI (centro de emisión de informativos) se encuentra la redacción de los programas informativos y de deportes y cuenta con dos platós, el del Telenotícies y otro multiusos donde se emiten los programas del Departamento de Deportes. Por otra parte, desde el CPA (centro de producción de audiovisual) se realizan y emiten los programas de entretenimiento, las unidades móviles y vehículos se encuentran en el CSE (Centre de Serveis i Energies). Asimismo, la cadena posee un centro de producción en la vecina localidad de Hospitalet de Llobregat y en el Centre Imagina en Esplugas de Llobregat, en cuyos estudios se ruedan producciones de ficción como la serie La Riera.

## Canales
Televisión de Cataluña cuenta con varios canales que emiten íntegramente en catalán (salvo cuando intervienen invitados castellanohablantes en informativos o programas de entrevistas, por ejemplo) y con algunos programas en aranés en las desconexiones para el Valle de Arán. Por orden de creación, son los siguientes:

### TV3
TV3 comenzó a transmitir en 1983 y es el canal de televisión más antiguo de Cataluña. En febrero de 2011, inició sus transmisiones en simultáneo en alta definición (HD). El 16 de enero de 2024, la señal en HD reemplazó completamente a la señal en definición estándar (SD), emitiendo exclusivamente en HD.

### El 33
El segundo canal de Televisión de Cataluña inició las emisiones en 1989 como Canal 33, hasta que en 2001 adoptó en nombre actual. Emite una programación centrada en contenidos culturales, divulgativos y deportivos.

### 3/24
El 3/24 es un canal temático de información 24 horas, creado en 2003.

### Esport3
Esport3 es un canal temático dedicado exclusivamente al deporte, estrenado en febrero de 2011 (aunque comenzó a emitir en pruebas desde unos meses antes).

### SX3
El SX3 es un canal temático cuyos contenidos están orientados al público infantil y juvenil. Su programación se divide en dos grandes espacios contenedores: S3 (infantil) y X3 (juvenil). Ambos espacios ya existían previamente como espacios contenedores en TV3 y Canal 33, y en 2009 se "independizan" ocupando entre ambos un canal independiente con su propio dial y llenando entre ambos las 24 horas de programación del mismo. Así, de 6:00 a 21:30 la programación se emite bajo el nombre Canal Club Super 3 (nombre tomado de un popular programa contenedor infantil emitido ininterrumpidamente desde 1991, con diferentes variaciones) y de 21:30 a 6:00 pasa a denominarse Canal 3XL (ídem, pero del programa contenedor 3XL, previamente emitido como 3XL.net y 3XL.cat desde el año 2000). Entre 2001 y 2009 la programación de los contenedores Super 3 y 3XL se emitió conjuntamente bajo la marca K3 dentro de la frecuencia de El 33, ocupando una parte de la programación de aquel canal.

### TV3CAT
TV3CAT es un canal internacional, que inició sus emisiones en 1999, inicialmente para emitir vía satélite para Europa y América bajo el nombre TV3 Internacional. Actualmente emite por internet, por la TDT en las Islas Baleares y desde 2014 emite por Movistar Plus+ en el dial 153. Su programación es una selección de contenidos de los diferentes canales de TVC.

## Listado de directores de TVC
| Director/a                   | Inicio | Final    |
| ---------------------------- | ------ | -------- |
| Alfons Quintà Sadurní        | 1982   | 1984     |
| Enric Canals Cussó           | 1984   | 1989     |
| Jaume Ferrús i Estopà        | 1989   | 1995     |
| Lluís Oliva Vázquez de Novoa | 1995   | 2001     |
| Miquel Puig i Raposo         | 2001   | 2002     |
| Joan Oliver i Fontanet       | 2002   | 2004     |
| Francesc Escribano Royo      | 2004   | 2008     |
| Mònica Terribas Sala         | 2008   | 2012     |
| Eugeni Sallent Garriga       | 2012   | 2016     |
| Jaume Peral Juanola          | 2016   | 2017     |
| Josep Vicent Sanchis Llàcer  | 2017   | 2022     |
| Sigfrid Gras i Salicru       | 2022   | presente |